# Tuzsøen
Tuzsøen (tyrkisk: Tuz Gölü; dansk: ~ Saltsøen) er med sit areal på 1.665 km² den næststørste sø i Tyrkiet og en af de største hypersalte søer i verden. Søen er beliggende i det centrale Anatolien, 105 km nordøst for Konya, 150 km syd-sydøst for Ankara og 57 km nordvest for Aksaray.

## Geografi
Søen, der ligger i et endorheisk bassin på det centrale plateau af Tyrkiet, har tilløb fra to store vandløb, grundvand og overfladevand, men har intet afløb. Brakvandsmoser er dannet hvor kanaler og vandløb løber ind i søen. Dyrkede marker omgiver søen, undtagen i syd og sydvest, hvor der er omfattende sæsonmæssigt oversvømmede salt-stepper.
I det meste af året er søen meget lavvandet (ca. 0.4 m). Om vinteren opløses en del af saltet i ferskvandet, der løber ind i søen, og saltholdigheden bliver 32,9% . I løbet af sommeren udtørrer søen, og i august er der opbygget et saltlag på gennemsnitlig 30 cm. Saltlagene er grundlag for saltudvinding i søen. Tre saltminer ved Tuz producerer 63% af saltet, der anvendes i Tyrkiet. Saltudvindingen er grundlag for den industrielle aktivitet i regionen, der primært er relateret til saltbehandling og raffinering.
I 2001 blev søen Tuz erklæret for et særligt beskyttet område, herunder hele søens overflade og de omkringliggende vandenge, og nogle af de vigtige steppeområder omkring søen. Den vigtigste koloni af Stor flamingo (Phoenicopterus roseus) i Tyrkiet yngler på en gruppe af øer i den sydlige del af søen. Blisgås (Anser albifrons) er den næststørste ynglefugl ved søen. Lille tårnfalk (Falco naumanni) er en almindelig ynglefugl i de omkringliggende landsbyer.